# Eugene Omalla
Eugene Omalla (* 5. Oktober 2000 in Zoetermeer) ist ein niederländisch-ugandischer Leichtathlet, der sich auf den Sprint spezialisiert hat. Mit der niederländischen Mixed-Staffel über 4-mal 400 Meter wurde er 2024 in Paris Olympiasieger.

## Sportliche Laufbahn
Erste internationale Erfahrungen sammelte Eugene Omalla, der ein Studium an der Kansas State University absolvierte, bei den World Athletics Relays 2024 in Nassau, bei denen er mit der niederländischen 4-mal-400-Meter-Staffel in 3:03,24 min eine Direktqualifikation für die Olympischen Spiele in Paris verpasste. Im August startete er bei den Olympischen Spielen ebendort in der Mixed-Staffel und siegte gemeinsam mit Lieke Klaver, Isaya Klein Ikkink und Femke Bol mit neuem Europarekord von 3:07,43 min. Im Jahr darauf schied er bei den Halleneuropameisterschaften in Apeldoorn mit 46,62 s in der Vorrunde über 400 Meter aus und siegte mit der Männerstaffel in 3:04,95 min gemeinsam mit Nick Smidt, Isaya Klein Ikkink und Tony van Diepen.

## Persönliche Bestleistungen
- 200 Meter: 20,64 s (+0,7 m/s), 14. Juli 2024 in La Chaux-de-Fonds
- 400 Meter: 45,24 s, 14. Juli 2024 in La Chaux-de-Fonds
  - 400 Meter (Halle): 45,18 s, 23. Februar 2024 in Lubbock (ugandischer Rekord)